# 我一定要成功
《我一定要成功》（英語：I Should Succeed）是一部台灣電視劇，以彩妆界为背景的故事，接檔《天下第一味》之後。自民國96年（2007年）9月19日起，於民國97年（2008年）6月25日結束。每週一至週五的晚上八點於三立台灣台上檔，全劇共201集。

## 播出時間

### 首播
| 頻道       | 所在地   | 播映日期      | 播出時間 | 備註                                                                                   |
| ---------- | -------- | ------------- | --- | -------------------------------------------------------------------------------------- |
| 三立台灣台 | 臺灣     | 2007年9月19日 | 週一至週五 20:00-21:45                                                                                      | 2007年10月29日起，改為週一至週五晚間20:00-22:10首播 2008年5月21日播出時間為20:00-22:15 |
| ntv7       | 马来西亚 | 2010年2月15日 | 週一至週五 16:30-17:30                                                                                      |                                                                                        |
| Echannel   | 越南     | 2015年1月15日 | 週一～星期天18:30播出 (2015年1月15日～2015年10月14日) 週一～星期天17:00播出 (2015年10月15日～2015年12月7日) | 两集的日常 (一集45分钟) 327集 (削减一些画面)                                           |

### 重播
| 頻道       | 所在地 | 播映日期       | 重播時間               | 備註 |
| ---------- | ------ | -------------- | ---------------------- | ---- |
| 三立台灣台 | 臺灣   | 2008年11月20日 | 週一至週五 17:00-18:00 |      |

## 演員名單
- 霍正奇飾洪建良/秦鐵牛
- 葉全真飾謝少芬/林秋菊
- 傅珮慈飾幼年謝少芬
- 李李仁飾鄭文德/廖世雄
- 陳文政飾幼年鄭文德
- 簡沛恩飾張美金
- 伊正飾廖世華
- 江國賓飾鄭永昇
- 劉至翰飾何向東
- 陳仙梅飾秦幼秀
- 陳冠霖飾何亞倫(Allen)
- 楚宣飾廖雅婷
- 柯叔元飾秦俊傑
- 林佑星飾鄭文彬
- 王瞳飾張白金/鄭文琪
- 談學斌飾洪志榮
- 梁佑南飾陳淑惠
- 楊烈飾張好天
- 白冰冰饰陳素春
- 羅時豐飾張冠軍
- 潘儀君飾洪雨青/鄭文雯
- 王彩樺飾劉寶惜
- 章永華飾張善良
- 文英飾王秀喜
- 王思佳飾張招金
- 王耀慶飾周國豪
- 柯以柔飾姚婉君
- 王豪飾顏聰輝
- 狄鶯飾方莉霞
- 澎恰恰飾謝水根
- 柯淑勤飾何蕊娟
- 何冠穎飾謝明仁
- 廖峻飾秦進財
- 吳佳珊飾彭雅秀
- 方冰飾趙小薇
- 王皓飾陳嘉榮
- 林立青饰林宜君
- 解婕翎飾噹噹
- 岳庭飾蔡素蓮
- 何奕東飾何向西
- 戴士堯飾甘草
- 張峰碩飾甘地
- 李滔飾謝永福
- 陳光前飾王志誠
- 秋乃華飾陳美滿
- 黃雨欣飾顏麗卿
- 蘇炳憲飾郭三義
- 羅巧倫饰郭如玉
- 劉尚謙飾北峰正和
- 陳霆飾李中男
- 黃仲崑飾陳崑山
- 馬如風飾何飛龍
- 方岑飾王淑玲
- 游安順飾王台生
- 趙永馨饰莊佳玲
- 陳文山飾南天泉
- 蔡燦得饰南湘楚
- 玉尚飾林耀宗
- 陳熙鋒飾林政峰
- 楊瓊華飾周桂枝
- 陳誼飾周玉珊
- 唐玲飾晶晶
- 嚴常銘飾吳國慶
- 林可唯飾珍妮佛
- 香香飾林秋香
- 陳清達飾阿勇
- 范瑞君飾武芯怡
- 李秉樺飾吳律師
- 爆爆飾孝呆
- 朱進新飾憨牛
- 張富貴飾陳長興
- 邱逸峰飾吳國宏
- 謝其均飾土蟴
- 江俊彥飾泥鰍
- 黃瑄飾滿足
- 丁寧飾小琳
- 盧彪飾李大展
- 周辰達飾阿丸
- 陳萬號飾阿龍
- 梅嫦芬飾張彩芸

特別客串
- 潘逸安飾土雞
- 史黛西飾周米香
- 田家達飾高正文
- 陳建隆飾江燦強
- 童毅軍飾算命師
- 林健寰飾Andy
- 楊懷民飾peter
- 張鳳書飾王淑華(南西)
- 韓瑜飾韓小瑜

## 主題曲

### 片頭曲
1. 愛你的機會（2007年9月19日-2007年9月28日）
作詞：黃永發、高以德，作曲：呂曉棟、高以德，主唱：孫淑媚、安伯政
2. 只有來認命（2007年10月1日-2007年10月31日）
作詞：巴布，作曲：蕭蔓萱，主唱：林珊、翁立友
3. 來世情（2007年11月1日-2007年11月30日）
作詞：盧和生，作曲：陳偉強，主唱：詹曼鈴、陳茂豐
4. 堅強（2007年12月3日-2007年12月31日）
作詞：陳偉強、高以德，作曲：陳偉強，主唱：王識賢
5. 今生今世（2008年1月1日-2008年1月31日）
作詞：阿丹，作曲：江志豐，主唱：龍千玉、翁立友
6. 出外的浪子（2008年2月1日-2008年2月29日）
詞曲：林純穗，主唱：蔡義德
7. 打拼（2008年3月3日-2008年3月31日）
作詞：盧和生、王宗凱，作曲：王宗凱，主唱：閃亮三姊妹
8. 紅顏（2008年4月1日-2008年4月30日）
詞曲：李友雄，主唱：羅時豐
9. 風塵花（2008年5月1日-2008年5月30日）
作詞：巴布、羅安，作曲：蕭蔓萱、羅安，主唱：向蕙玲
10. 女人心（2008年6月2日-2008年6月25日）
作詞：盧和生、邱宏瀛，作曲：王尚宏，主唱：甲子慧

### 插曲
1. 只有來認命-「少芬、建良戀曲」(第5集)
作詞：巴布，作曲：蕭蔓萱，主唱：林珊、翁立友
2. 今生今世-「美金、文德戀曲」(第98集)
作詞：阿丹，作曲：江志豐，主唱：龍千玉、翁立友
3. 出外的浪子-「雅婷、俊杰戀曲」(第112集)
詞曲：林純穗，主唱：蔡義德
4. 紅顏-「幼秀、亞倫分手曲」(第152集)
詞曲：李友雄，主唱：羅時豐
5. 愛你的機會-「美金、文德談到結婚的時候要放的歌曲」
作詞：黃永發、高以德，作曲：呂曉棟、高以德，作曲：Sabas，主唱：孫淑媚、安伯政

### 預告曲
1. 甭擱黑白花（2007年9月19日-2007年9月28日）
詞曲：鄭弘，主唱：張秀卿
2. 為你心醉為你痛（2007年10月1日-2007年10月31日）
作詞：李岩修，作曲：徐嘉良，主唱：蘇又鎔
3. 愛情愛情（2007年12月3日-2007年12月31日）
作詞：李岩修，作曲：徐嘉良，主唱：陳思安

### 片尾曲
1. 只有來認命（2007年9月19日-2007年9月28日）
作詞：巴布，作曲：蕭蔓萱，主唱：林珊、翁立友
2. 愛到絕望（2007年10月1日-2007年10月31日）
詞曲：羅森，主唱：孫淑媚
3. 只有來認命（2007年11月1日-2007年11月30日）
作詞：巴布，作曲：蕭蔓萱，主唱：林珊、翁立友
4. 來世情（2007年12月3日-2007年12月31日）
作詞：盧和生，作曲：陳偉強，主唱：詹曼鈴、陳茂豐
5. 恨情歌（2008年1月1日-2008年1月31日）
詞曲：彭莉，主唱：彭莉
6. 今生今世（2008年2月1日-2008年2月29日）
作詞：阿丹，作曲：江志豐，主唱：龍千玉、翁立友
7. 天主意（2008年3月3日-2008年3月31日）
作詞：蕭茂成，作曲：許志皇，主唱：郭健一、蕭玉芬
8. 冷被單（2008年4月1日-2008年4月30日）
作詞：盧和生，作曲：王康旭，主唱：沈芳如
9. 紅顏（2008年5月1日-2008年5月30日）
詞曲：李友雄，主唱：羅時豐
10. 傷（2008年6月2日-2008年6月25日）
作詞：巴布、向蕙玲，作曲：張為 ，主唱：向蕙玲

### 金曲
1. 一口氣
詞曲：張燕清，主唱：楊靜
2. 甘願愛你是錯誤（2007年9月19日-2007年9月28日）
詞曲：陳中，主唱：陳中、邱芸子
3. 不一樣的愛（2007年10月1日-2007年11月6日）
作詞：彭彭，作曲：張簡君偉，主唱：羅美玲
4. 青春悲喜曲（2007年11月7日-2007年12月4日）
作詞：蘇桐，作曲：陳達儒，主唱：羅美玲
5. 咱的天（2007年12月5日-2008年2月11日）
詞曲：張燕清，主唱：李明洋、楊靜
6. 癡情乎人吃夠夠（2008年2月12日-2008年4月30日）
詞曲：郭之儀，主唱：洪百慧
7. 紅顏（2008年5月1日-2008年5月9日）
詞曲：李友雄，主唱：羅時豐
8. 代替（2008年5月12日-2008年5月23日）
作詞：巴布，作曲：林東松，主唱：羅時豐、大芭
9. 愛情爐丹（2008年5月26日-2008年6月25日）
詞曲：李友雄，主唱：蔡小虎

## 2008年重播版

### 片頭曲
1. 你著保重（2008年11月20日-2008年11月28日） 
詞曲：林純穗，主唱：秀蘭瑪雅
2. 真情愛（2008年12月1日-2008年12月31日） 
作詞：黃雯筠，作曲：徐嘉良，主唱：陳雷
3. 情海浮沉（2009年1月1日-2009年1月30日） 
詞曲：詹曼鈴，主唱：詹曼鈴
4. 問月光（2009年2月2日-2009年2月27日） 
詞曲：彭立，主唱：彭立
5. 愛人的心（2009年3月2日-2009年3月31日） 
作詞：盧和生、王宗凱，作曲：王宗凱，主唱：沈芳如
6. 籤詩（2009年4月1日-2009年4月30日） 
作詞：盧和生，作曲：陳偉強，主唱：陳茂豐、詹曼鈴
7. 傷心影（2009年5月1日-2009年6月8日）
作詞：盧和生，作曲：陳偉強，主唱：甲子慧
8. 挑戰（2009年6月9日-2009年7月1日）
詞曲：林東松，主唱：王識賢
9. 思念無藥醫（2009年7月2日-2009年7月31日）
詞曲：張燕清，主唱：張蓉蓉
10. 切心（2009年8月3日-2009年8月31日） 
作詞：林東松，作曲：吳嘉祥，主唱：王識賢
11. 甘剩阮一人（2009年9月1日-2009年9月30日）
詞曲：陳偉強，主唱：王建傑
12. 不是好野人（2009年10月1日-2009年10月30日）
詞曲：朱立勳，主唱：方瑞娥、高向鵬
13. 不可思議（2009年11月2日-2009年11月30日）
詞曲：劉哲榮，主唱：詹曼鈴
14. 永遠伴相隨（2009年12月1日-2009年12月31日）
詞曲：石國人，主唱：吳俊宏、唐儷
15. 可恨的愛人（2010年1月1日-2010年1月13日）
詞曲：彭立，主唱：彭立、唐銘良

### 片尾曲
1. 愛無後悔（2008年11月20日-2008年11月28日） 
詞曲：游元祿，主唱：林姍、翁立友
2. 苦酒戀歌（2008年12月1日-2008年12月31日）
詞曲：朱立勛，主唱：施文彬
3. 活是為著你（2009年1月1日-2009年2月13日） 
詞曲：張燕清，主唱：李明洋、朱海君
4. 愛情（2009年2月16日-2009年3月31日） 
詞曲：江志豐，主唱：龍千玉
5. 糊塗情（2009年4月1日-2009年5月19日）
作詞：高以德，作曲：何陽，主唱：邱芸子
6. 情深深心綿綿（2009年5月20日-2009年5月29日）
作詞：高以德，作曲：何陽，主唱：邱芸子
7. 郎啊（2009年6月1日-2009年6月4日） 
詞曲：張燕清，主唱：羅時豐、龍千玉
8. 思念無藥醫（2009年6月5日-2009年6月30日） 
詞曲：張燕清，主唱：張蓉蓉
9. 愛你不應該（2009年7月1日-2009年8月31日）
作詞：張文夫，作曲：螞蟻，主唱：郭健一
10. 拼經濟（2009年9月1日-2009年9月4日）
詞曲：朱立勳，主唱：方瑞娥、黃西田
11. 不是好野人（2009年9月7日-2009年9月30日）
詞曲：朱立勳，主唱：方瑞娥、高向鵬
12. 傷心傷一半（2009年10月1日-2009年10月1日） 
詞曲：葉勝欽，主唱：孫淑媚
13. 無情鴛鴦夢（2009年10月2日-2009年10月30日） 
詞曲：葉勝欽，主唱：孫淑媚、王識賢
14. 含淚的玫瑰（2009年11月2日-2009年11月30日）
作詞：邱宏瀛，作曲：黃明洲、吳舜華，主唱：秀蘭瑪雅
15. 無情雨（2009年12月1日-2009年12月31日） 
詞曲：陳偉強，主唱：王中平
16. 永遠伴相隨（2010年1月1日-2010年1月13日）
詞曲：石國人，主唱：吳俊宏、唐儷

## 製作團隊
- 监制：龔美富
- 制作人：郝孝祖
- 策划：林桂枝
- 编剧统筹：朱永崑、陳曉冰
- 编剧：林智祥、黃沁嵐、呂婉君、楚國、孫崑林、蔡文傑、劉肖菁、劉肖蘭
- 统筹：趙文龍
- 外景执行：劉祥法
- 场务：林耿旭、成豐、李孝烨、阿松
- 副导演：黄曉泙、林雅婷
- 外景导演:李海兴
- 导演：沈怡

## 收視率
| 播映日期                     | 週數 | 收視率 | 排名 | 集數    | 備註                         |
| ---------------------------- | ---- | ------ | ---- | ------- | ---------------------------- |
| 2007年9月19日－9月21日       | 1    | 3.84   | 3    | 1-3     | 接於《天下第一味》後同日播出 |
| 2007年9月24日－9月28日       | 2    | 2.87   | 3    | 4-8     |                              |
| 2007年10月1日－10月5日       | 3    | 2.98   | 3    | 9-13    |                              |
| 2007年10月8日－10月12日      | 4    | 2.81   | 3    | 14-18   |                              |
| 2007年10月15日－10月19日     | 5    | 2.84   | 3    | 19-23   |                              |
| 2007年10月22日－10月26日     | 6    | 3.06   | 3    | 24-28   |                              |
| 2007年10月29日－11月2日      | 7    | 2.95   | 3    | 29-33   |                              |
| 2007年11月5日－11月9日       | 8    | 2.72   | 3    | 34-38   |                              |
| 2007年11月12日－11月16日     | 9    | 3.11   | 3    | 39-43   |                              |
| 2007年11月19日－11月23日     | 10   | 2.92   | 3    | 44-48   |                              |
| 2007年11月26日－11月30日     | 11   | 2.97   | 3    | 49-53   |                              |
| 2007年12月3日－12月7日       | 12   | 3.19   | 3    | 54-58   |                              |
| 2007年12月10日－12月14日     | 13   | 3.02   | 3    | 59-63   |                              |
| 2007年12月17日－12月21日     | 14   | 3.29   | 2    | 64-68   |                              |
| 2007年12月24日－12月28日     | 15   | 3.07   | 3    | 69-73   |                              |
| 2007年12月31日－2008年1月4日 | 16   | 3.25   | 3    | 74-78   |                              |
| 2008年1月7日－1月11日        | 17   | 3.26   | 3    | 79-83   |                              |
| 2008年1月14日－1月18日       | 18   | 3.03   | 3    | 84-88   |                              |
| 2008年1月21日－1月25日       | 19   | 3.05   | 3    | 89-93   |                              |
| 2008年1月28日－2月1日        | 20   | 3.27   | 3    | 94-98   |                              |
| 2008年2月4日－2月8日         | 21   | 2.76   | 3    | 99-103  |                              |
| 2008年2月11日－2月15日       | 22   | 3.57   | 2    | 104-108 |                              |
| 2008年2月18日－2月22日       | 23   | 3.53   | 2    | 109-113 |                              |
| 2008年2月25日－2月29日       | 24   | 3.40   | 2    | 114-118 |                              |
| 2008年3月3日－3月7日         | 25   | 3.20   | 2    | 119-123 |                              |
| 2008年3月10日－3月14日       | 26   | 3.46   | 2    | 124-128 |                              |
| 2008年3月17日－3月21日       | 27   | 3.09   | 2    | 129-133 |                              |
| 2008年3月24日－3月28日       | 28   | 3.56   | 2    | 134-138 |                              |
| 2008年3月31日－4月4日        | 29   | 3.53   | 2    | 139-143 |                              |
| 2008年4月7日－4月11日        | 30   | 3.48   | 2    | 144-148 |                              |
| 2008年4月14日－4月18日       | 31   | 3.34   | 2    | 149-153 |                              |
| 2008年4月21日－4月25日       | 32   | 3.29   | 2    | 154-158 |                              |
| 2008年4月28日－5月2日        | 33   | 3.28   | 2    | 159-163 |                              |
| 2008年5月5日－5月9日         | 34   | 3.29   | 2    | 164-168 |                              |
| 2008年5月12日－5月16日       | 35   | 3.45   | 2    | 169-173 |                              |
| 2008年5月19日－5月23日       | 36   | 3.33   | 3    | 174-178 |                              |
| 2008年5月26日－5月30日       | 37   | 3.28   | 2    | 179-183 |                              |
| 2008年6月2日－6月6日         | 38   | 3.97   | 2    | 184-188 |                              |
| 2008年6月9日－6月13日        | 39   | 3.48   | 2    | 189-193 |                              |
| 2008年6月16日－6月20日       | 40   | 3.70   | 2    | 194-198 |                              |
| 2008年6月23日－6月25日       | 41   | 5.33   | 2    | 199-201 | 同日續接《真情滿天下》       |
| 平均收視                     | 1-41 | 3.29   | 3    | 1-201   |                              |

## 电视节目的變遷
| 三立台灣台 星期一~五20:00 - 22:10                    | 三立台灣台 星期一~五20:00 - 22:10                      | 三立台灣台 星期一~五20:00 - 22:10                  |
| ---------------------------------------------------- | ------------------------------------------------------ | -------------------------------------------------- |
|                                                      | 我一定要成功 （2007年9月19日－2008年6月25日）          |                                                    |
| 天下第一味 （2006年8月16日－2007年9月19日）          | 真情滿天下 （2008年6月25日－2009年9月2日）             |                                                    |
| 週一～五17:00－18:00                                 |                                                        |                                                    |
| 台灣霹靂火（重播） （2007年8月30日－2008年11月19日） | 我一定要成功（重播） （2008年11月20日－2010年1月13日） | 天下第一味（重播） （2010年1月14日－2011年4月6日） |

| Echannel 週一～星期天18:30播出                   | Echannel 週一～星期天18:30播出                 | Echannel 週一～星期天18:30播出              |
| ------------------------------------------------ | ---------------------------------------------- | ------------------------------------------- |
|                                                  | 我一定要成功 （2015年1月15日－2015年10月14日） |                                             |
| —                                                | 台灣霹靂火 （2015年10月15日－2016年5月8日）    |                                             |
| 週一～星期天17:00播出                            |                                                |                                             |
| 這種關係叫什麼 （2015年8月15日－2015年10月14日） | 我一定要成功 （2015年10月15日－2015年12月6日） | 有愛一家人 （2015年12月7日－2016年2月23日） |

| ntv7 星期一至五16:30 - 17:30              | ntv7 星期一至五16:30 - 17:30                  | ntv7 星期一至五16:30 - 17:30 |
| ----------------------------------------- | --------------------------------------------- | ---------------------------- |
|                                           | 我一定要成功 （2010年2月15日－2011年4月19日） |                              |
| 日正當中 （2009年4月13日－2010年2月12日） | 台灣龍捲風 （2011年4月20日－2012年9月5日）    |                              |

- 同時段節目：
  - 民視：《爱／娘家》
  - 台視：《神机妙算刘伯温／天上圣母妈祖／怀玉传奇 千金妈祖》
  - 中視：
    - 週一～五《豪门本色／我爱芙蓉姐／愛情烘焙屋／浣花洗剑录／阿信／六個孩子》
    - 週一～四《浣花洗剑录／聊斋奇女子／女人何苦为难女人》
    - 週五《太王四神記》

  - 華視：《超級男女／换子成龙／顺娘／天使之翼／欢喜来逗阵／三明治先生》
  - 大愛：《回甘人生味／幸福時光／陽光下的足跡／牽手天涯／黃金線／南門外的月光／冬筍的滋味／青青蘭花草／竹音深處／情緣路》
- 由AGB尼爾森調查，調查範圍是四歲以上收看電視之觀眾。